# باشگاه فوتبال باشوندارا کینگز
باشگاه فوتبال باشوندارا کینگز یک باشگاه فوتبال حرفه‌ای بنگلادشی است که در منطقهٔ باشوندارا در داکا، بنگلادش واقع شده‌است. این باشگاه در حال حاضر در لیگ برتر فوتبال بنگلادش رقابت می‌کند.